# Le Cabaret des étoiles
Pour plus de détails, voir Fiche technique et Distribution.

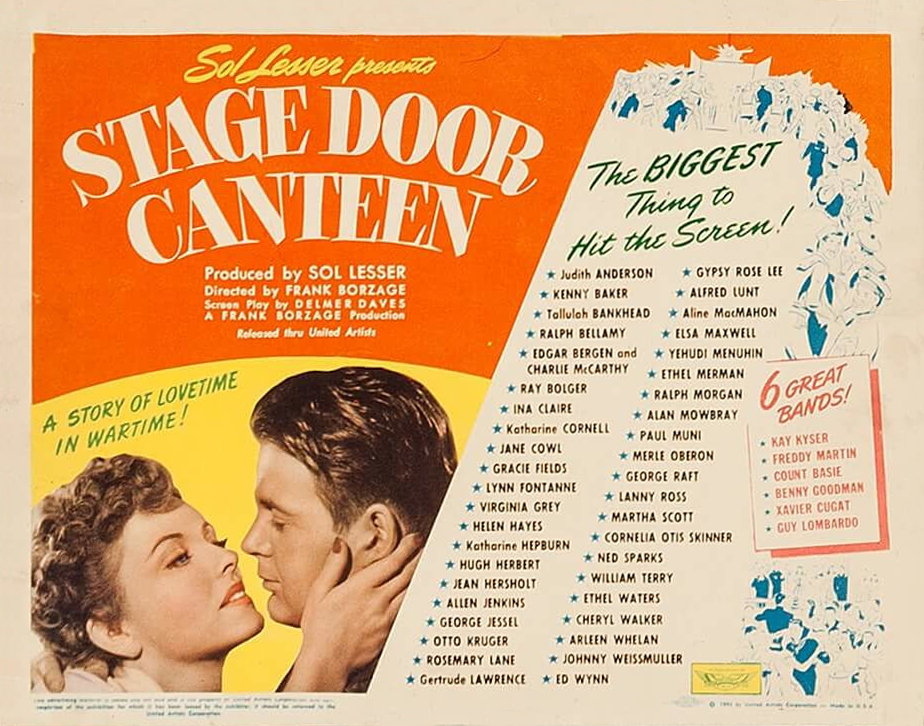
Affiche promotionnelle du film.

Le Cabaret des étoiles (titre original : Stage Door Canteen) est un film américain réalisé par Frank Borzage, sorti en 1943.

## Synopsis
Pendant la Seconde Guerre mondiale, alors que les troupes américaines vont bientôt embarquer pour l'Europe, des vedettes américaines et des orchestres leur tiennent compagnie. Pendant ce temps, un flirt se noue entre un G.I. et une serveuse.

## Fiche technique
- Titre original : Stage Door Canteen
- Titre français : Le Cabaret des étoiles
- Réalisation : Frank Borzage
- Assistants réalisateurs : Lew Borzage et Virgil Hart
- Scénario : Delmer Daves
- Direction artistique : Hans Peters
- Décors : Harry Horner, Victor A. Gangelin
- Costumes : Albert Deano
- Photographie : Harry J. Wild
- Son : Hugh McDowell
- Montage : Hal C. Kern
- Musique : Freddie Rich
- Production : Sol Lesser
  - Producteur associé : Barney Briskin
- Sociétés de production : Principal Artists Productions, Frank Borzage Productions
- Société de distribution :  United Artists Corporation
- Pays de production:  États-Unis
- Langue : anglais
- Format : Noir et blanc - 35 mm - 1,37:1 -  Son Mono (RCA Sound System)
- Genre : Film musical et comédie romantique
- Durée : 132 minutes
- Dates de sortie :
  - États-Unis : 24 juin 1943 (Première à New York)
  - France : 29 octobre 1948

## Distribution
- Cheryl Walker : Eileen

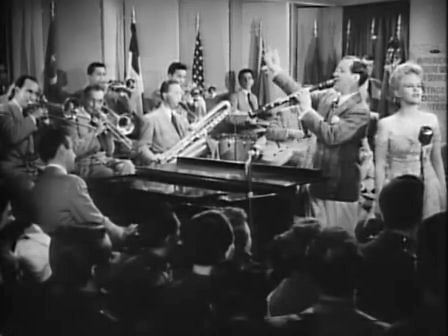
Benny Goodman et son orchestre.

- William Terry : « Dakota » Ed Smith
- Marjorie Riordan : Jean
- Lon McCallister : California
- Margaret Early : Ella Sue
- Michael Harrison : Tex
- Dorothea Kent : Mamie
- Fred Brady : Jersey
- Patrick O'Moore : l'australien

Acteurs non crédités :
- Louis Jean Heydt : Capitaine Robinson
- Francis Pierlot : le révérend, au mariage de Jersey

### Caméos
- Judith Anderson
- Henry Armetta
- Benny Baker
- Kenny Baker
- Tallulah Bankhead
- Ralph Bellamy
- Jack Benny
- Edgar Bergen
(avec Charlie McCarthy et Mortimer Snerd)
- Ray Bolger
- Helen Broderick
- Ina Claire
- Katharine Cornell
- Lloyd Corrigan
- Jane Cowl
- Jane Darwell
- William Demarest
- Gracie Fields
- Lynn Fontanne
- Arlene Francis
- Lucile Gleason
- Vera Gordon
- Virginia Grey
- Helen Hayes
- Katharine Hepburn
- Hugh Herbert
- Jean Hersholt
- Sam Jaffe
- Allen Jenkins
- George Jessel
- Roscoe Karns
- Tom Kennedy
- Otto Kruger
- Jack Lambert
- June Lang
- Gertrude Lawrence
- Gypsy Rose Lee
- Alfred Lunt
- Bert Lytell
- Aline MacMahon
- Harpo Marx
- Elsa Maxwell
- Horace McMahon
- Helen Menken
- Yehudi Menuhin
- Ethel Merman
- Peggy Moran
- Ralph Morgan
- Alan Mowbray
- Paul Muni
- Merle Oberon
- Franklin Pangborn
- Brock Pemberton
- George Raft
- Lanny Ross
- Selena Royle
- Martha Scott
- Cornelia Otis Skinner
- Ned Sparks
- Bill Stern
- Cheryl Walker
- Ethel Waters
- Johnny Weissmuller
- Arleen Whelan
- Dame May Whitty
- Ed Wynn
- Helen Parrish

### Orchestres
- Count Basie
- Xavier Cugat
- Benny Goodman
- Kay Kyser
- Guy Lombardo
- Freddy Martin

## Musiques du film
- Musiques :
  - « Bugle Call Rag » (Elmer Schoebel, Billy Meyers et Jack Pettis)
  - « Vol du bourdon » (Nikolaï Rimski-Korsakov) ; « Ave Maria » (Franz Schubert)
- Chansons :
  - « A Rookie and His Rhythm », « She's a Bombshell from Brooklyn », « We Mustn't Say Goodbye »[1], "Sleep Baby Sleep (in Your Jeep) », « Don't Worry Island », « You're Pretty Terrific Yourself » et « Quicksand » (musique de James V. Monaco et paroles de Al Dubin)
  - « The Girl I Love to Leave Behind » (paroles et musique de Richard Rodgers et Lorenz Hart)
  - « The Machine Gun Song » (paroles et musique de Al Hoffman, Mann Curtis, Cy Corbin et Jerry Livingston)
  - « The Lord's Prayer » (musique de Albert Hay Malotte)
  - « Good Night, Sweetheart » (paroles et musique de Ray Noble, James Campbell et Reginald Connelly)
  - « Marching Through Berlin » (paroles et musique de Harry Miller et Robert Reed)
  - « Rhumba-Rhumba » (paroles et musique de Castro Valencia et Joe Pasumy)
  - « Why Don't You Do Right » (paroles et musique de Joe McCoy)
  - « The Marines' Hymn » (musique basée sur un thème de l'opéra Geneviève de Brabant de Jacques Offenbach)

## Galerie

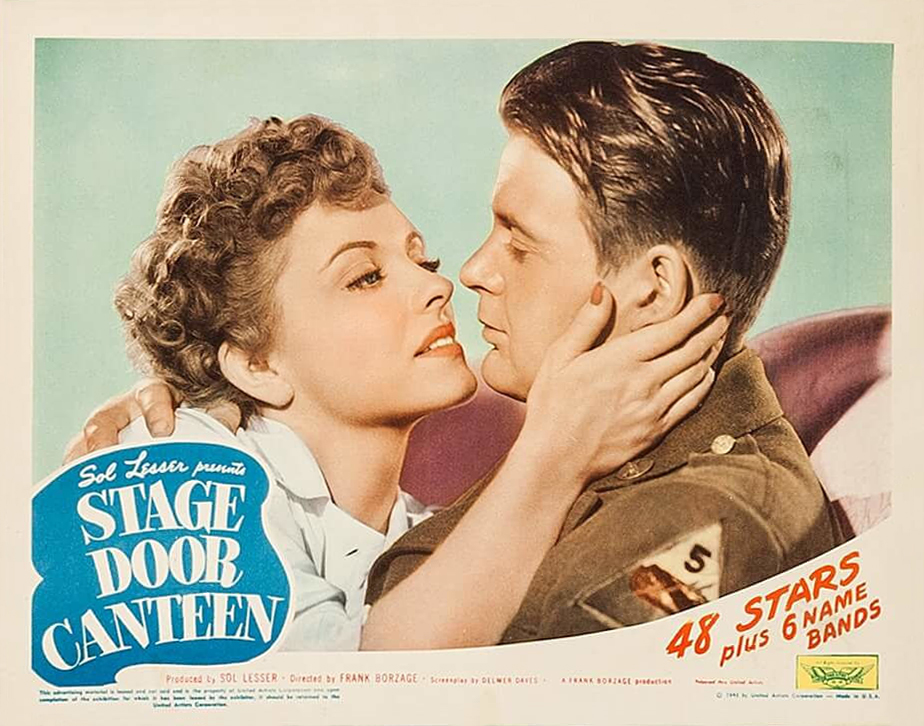
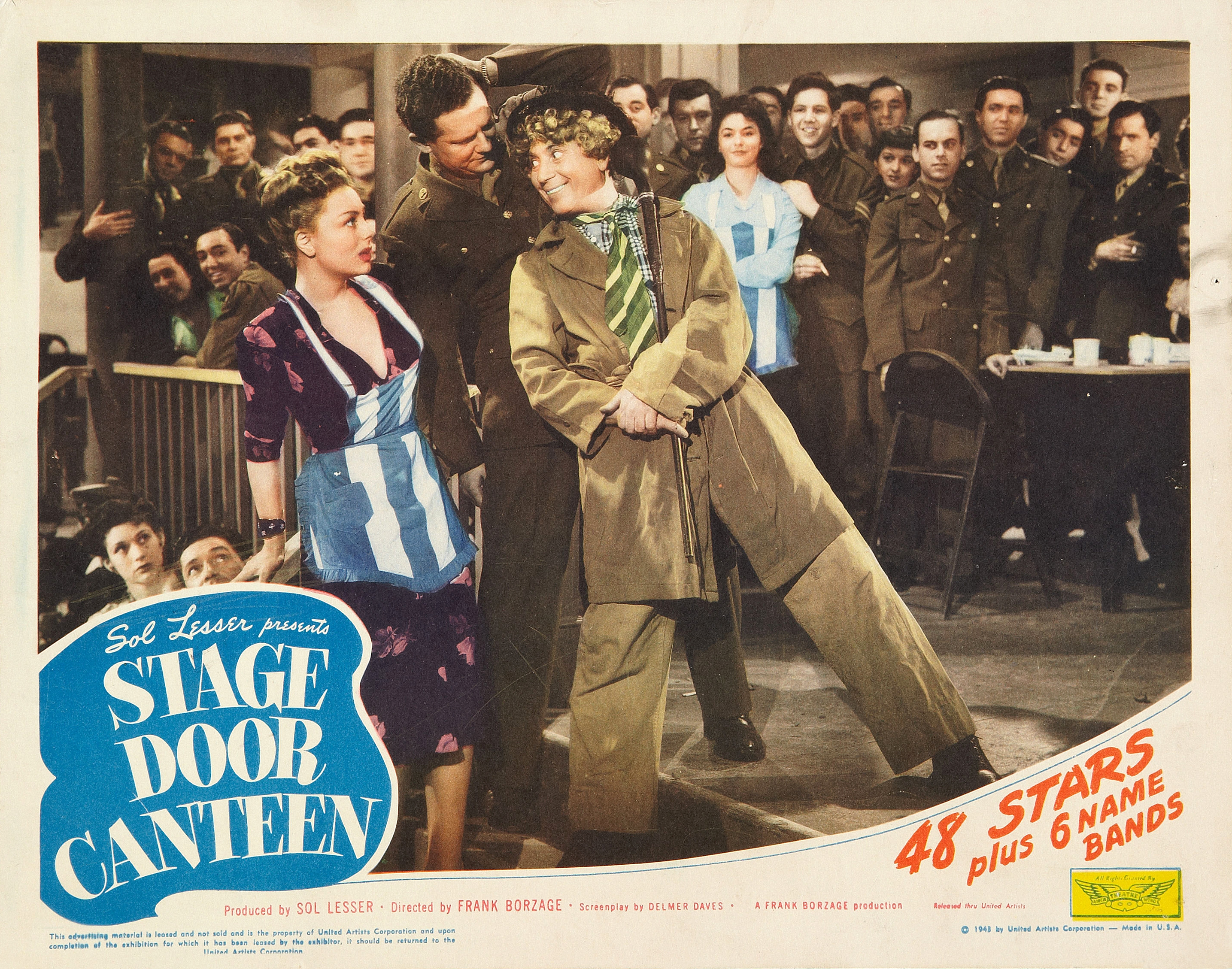
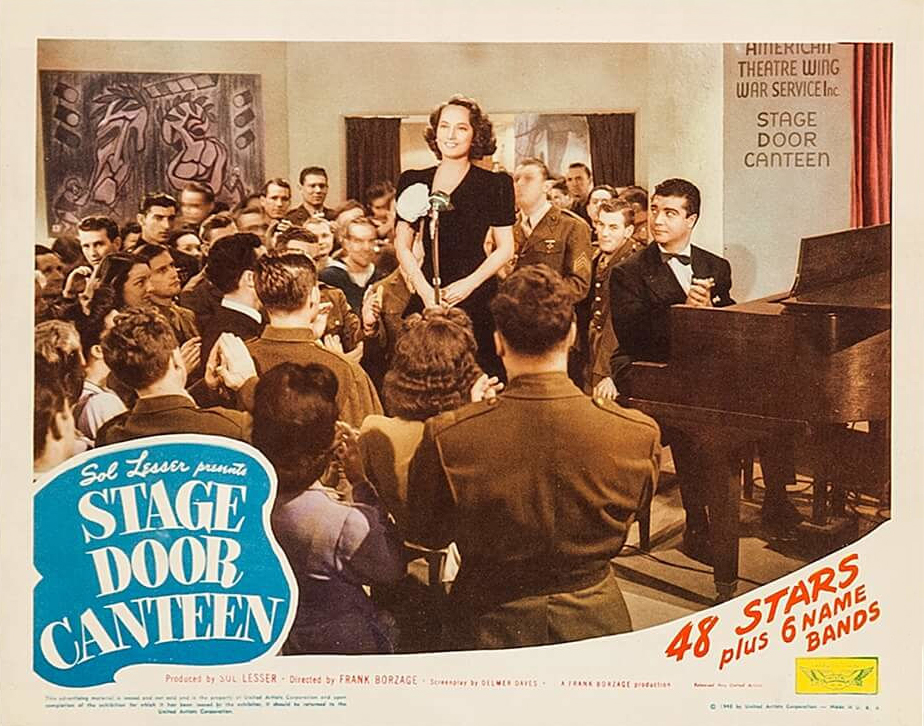
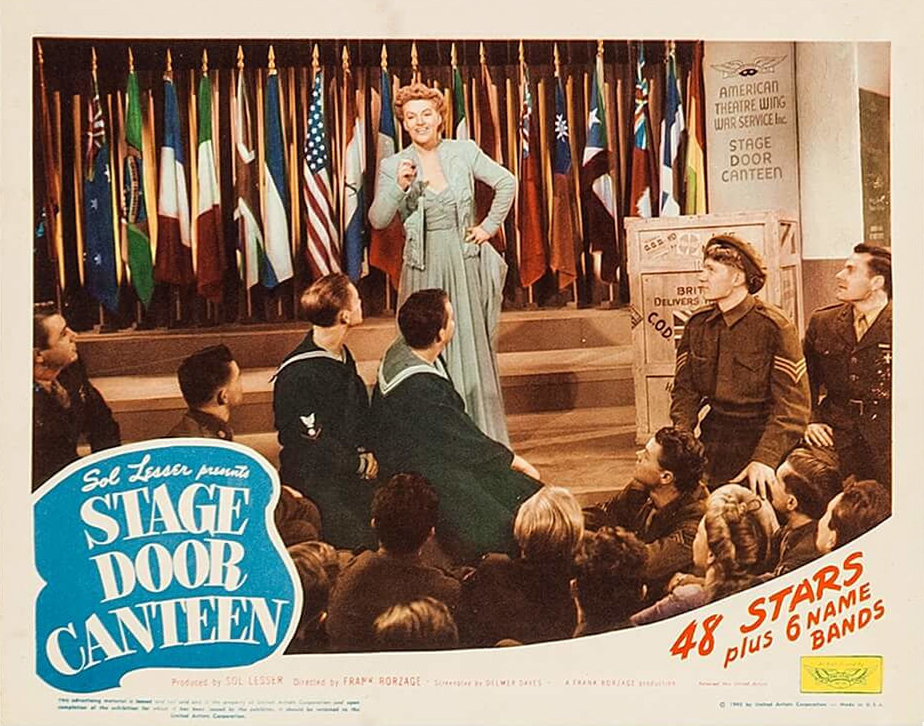
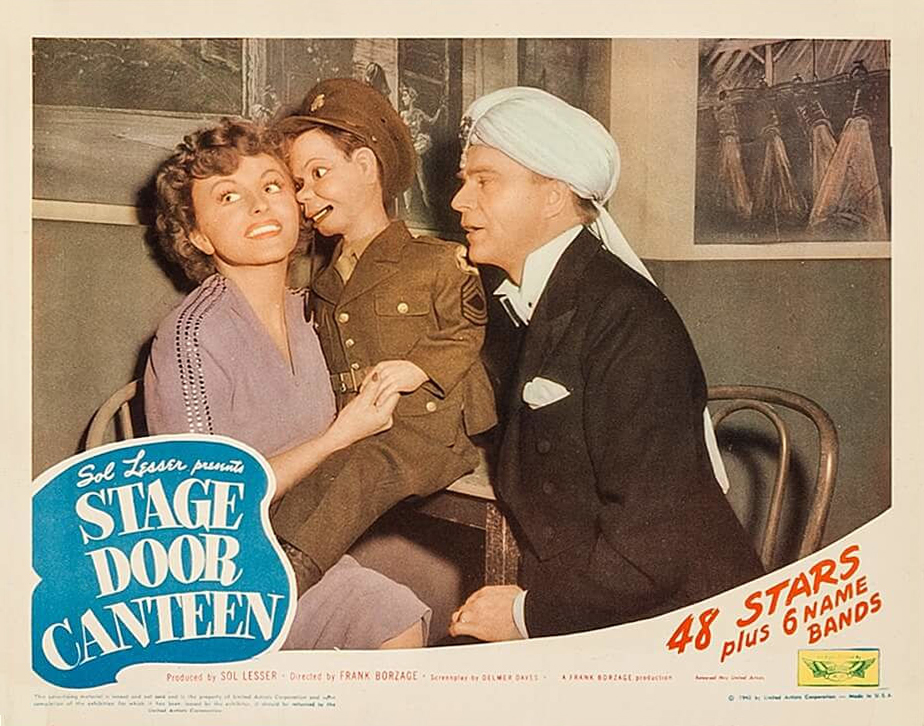
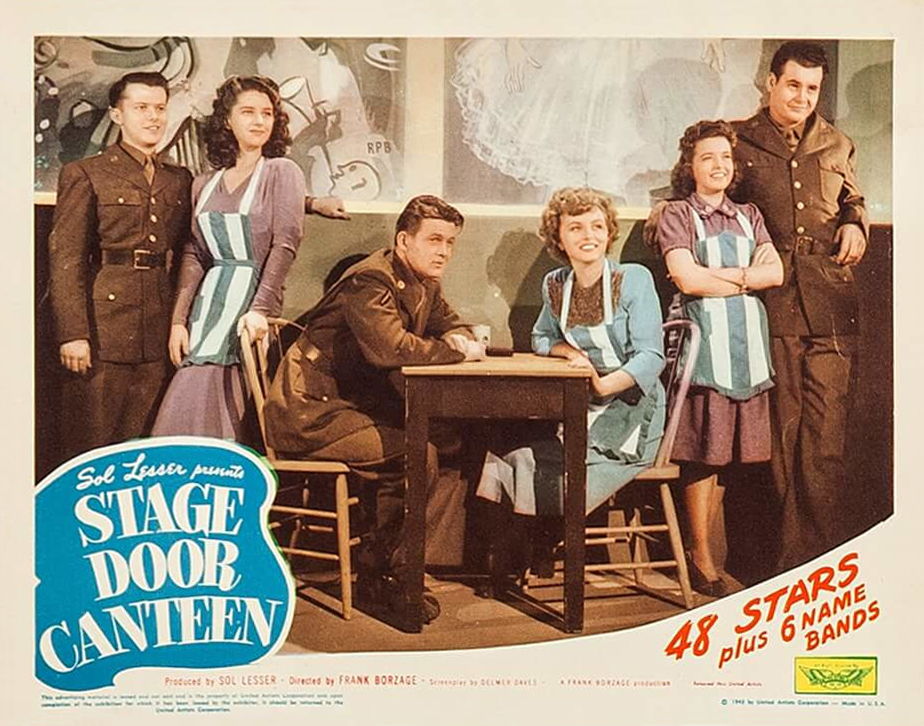
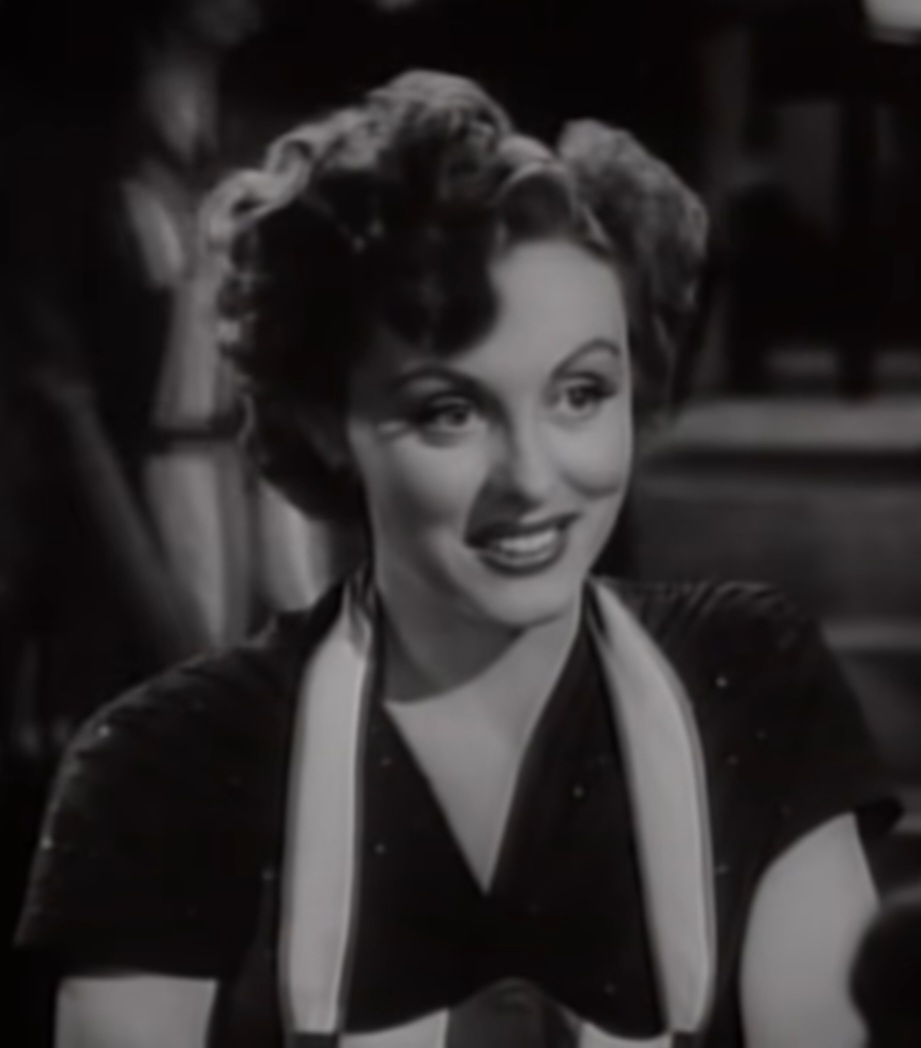
Cheryl Walker
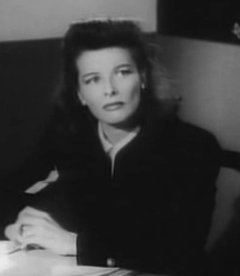
Katharine Hepburn
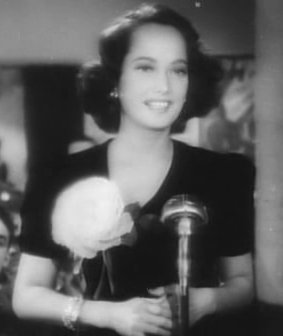
Merle Oberon
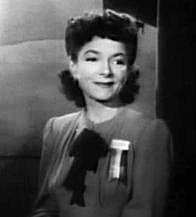
Helen Hayes
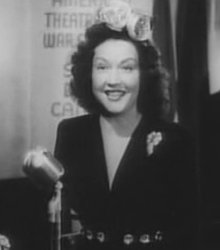
Ethel Merman
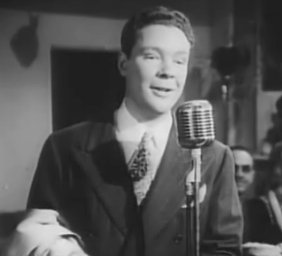
Kenny Baker

## Autour du film
La vraie Stage Door Canteen, située dans la 44e rue à New York, a fonctionné pendant la Seconde Guerre mondiale, sous l'égide de l'American Theatre Wing, comme un restaurant et un night-club pour les soldats, où travaillaient parmi les bénévoles des stars de l'écran ou de la scène.
L'Hollywood Canteen était son pendant sur la côte Ouest.